# British Motor Museum
Pour les articles homonymes, voir Motor et Museum.
Le British Motor Museum ou Heritage Motor Center est un musée de l'automobile britannique, créé en 1968 par British Leyland, et transféré en 1993 à Gaydon (à 120 km au nord-ouest de Londres) dans le Warwickshire au Royaume-Uni,.

## Historique
L'ancien conglomérat automobile britannique British Leyland est créé en 1968 pour regrouper entre autres les marques Albion, Alvis, Austin, Austin-Healey, Daimler, Jaguar, Land Rover, Leyland, Mini, Morris, MG, Riley, Rover, Triumph et Wolseley...

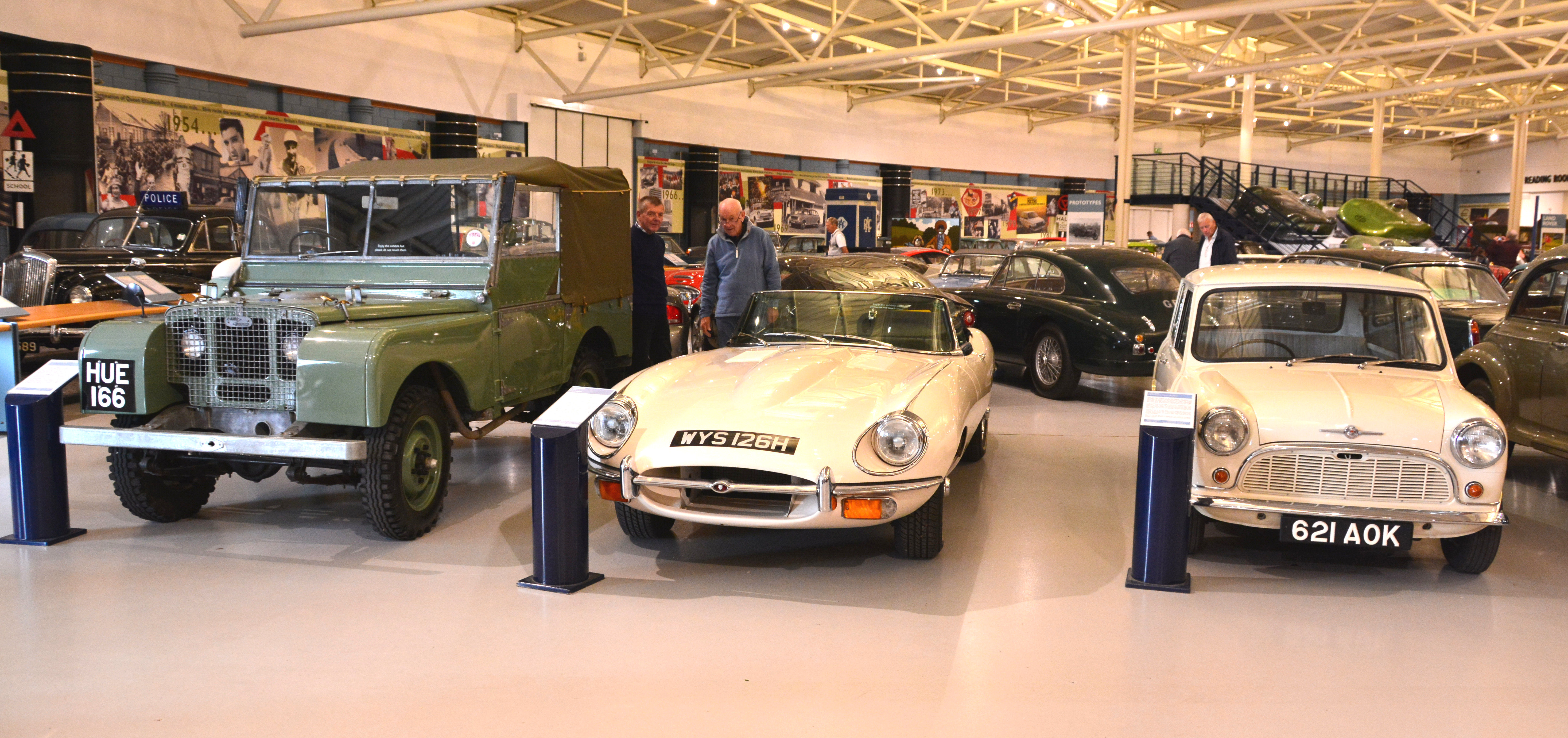
Land Rover I (1948), Jaguar Type E (1969), et Mini (1959)

Cette importante collection de véhicules de l'histoire de l’industrie automobile britannique commence alors dans les années 1970 lorsqu'une division du British Leyland est créée pour gérer les collections de véhicules, d'objets, documents, et archives historiques du groupe. 

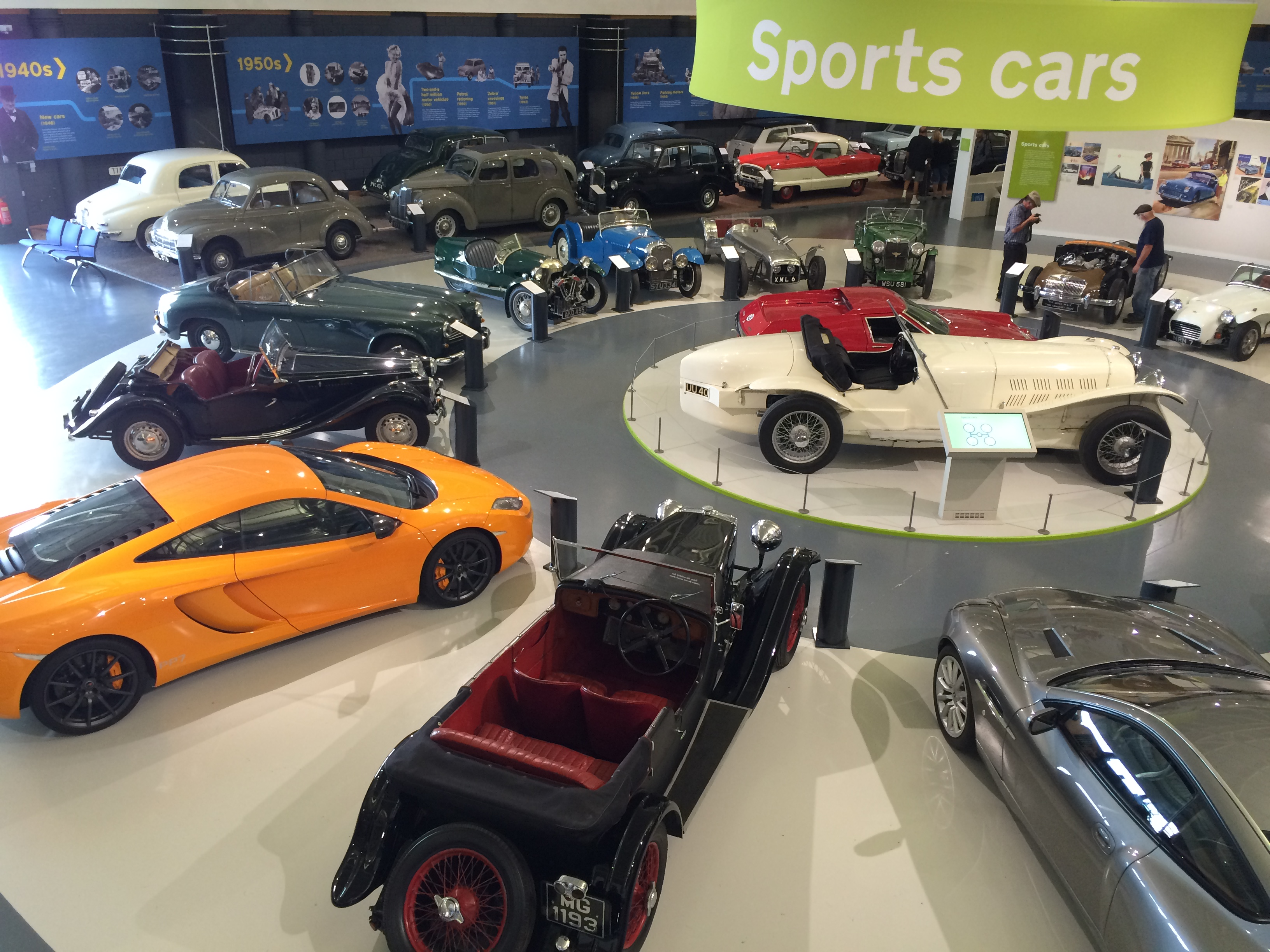
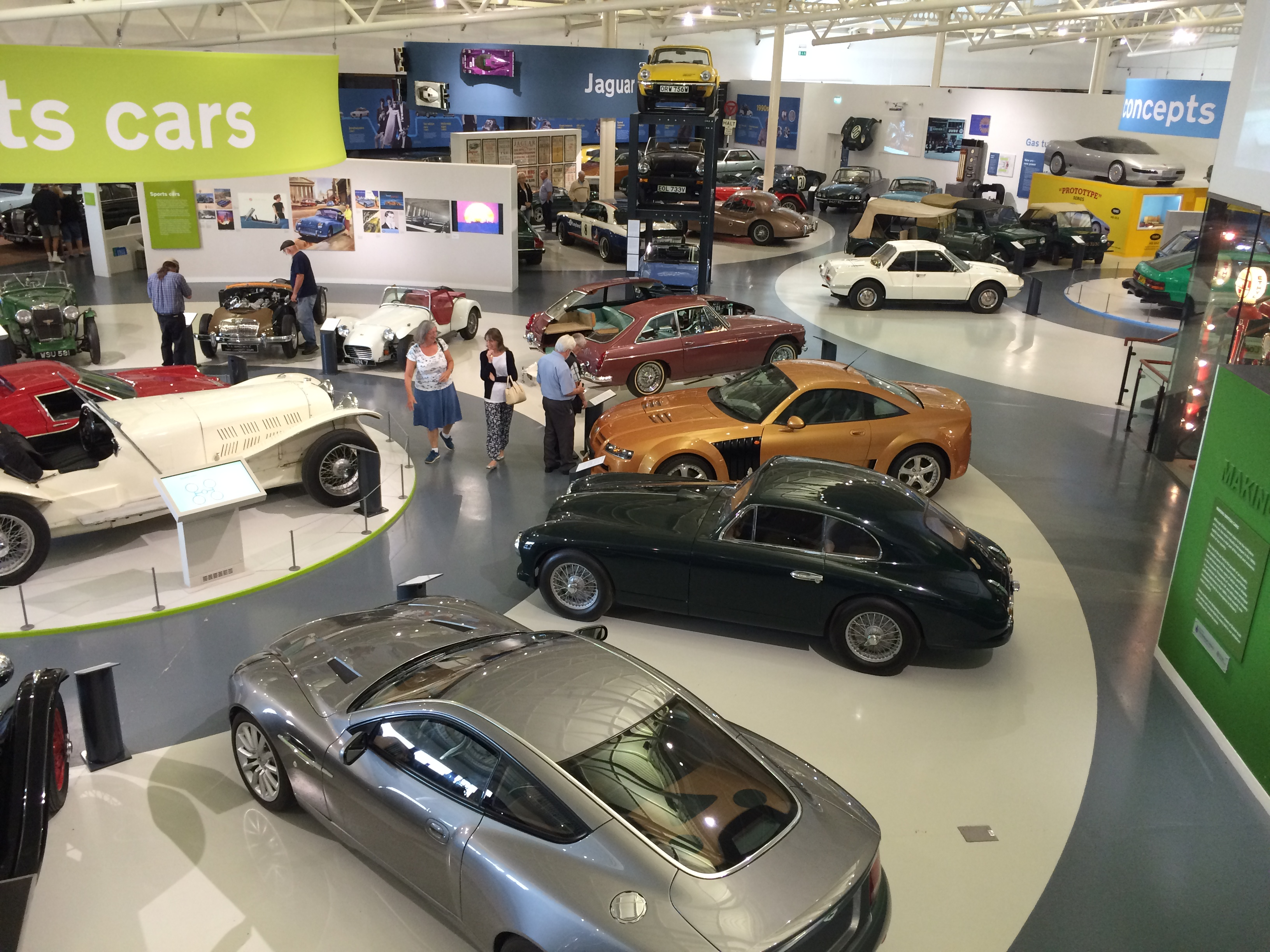

Le musée change plusieurs fois de propriétaire, de nom et de site géographique avec le temps, dont entre autres : BL Heritage Limited en 1979, British Motor Industry Heritage Trust en 1983, Heritage Motor Center en 1993, British Motor Museum en 2016... 

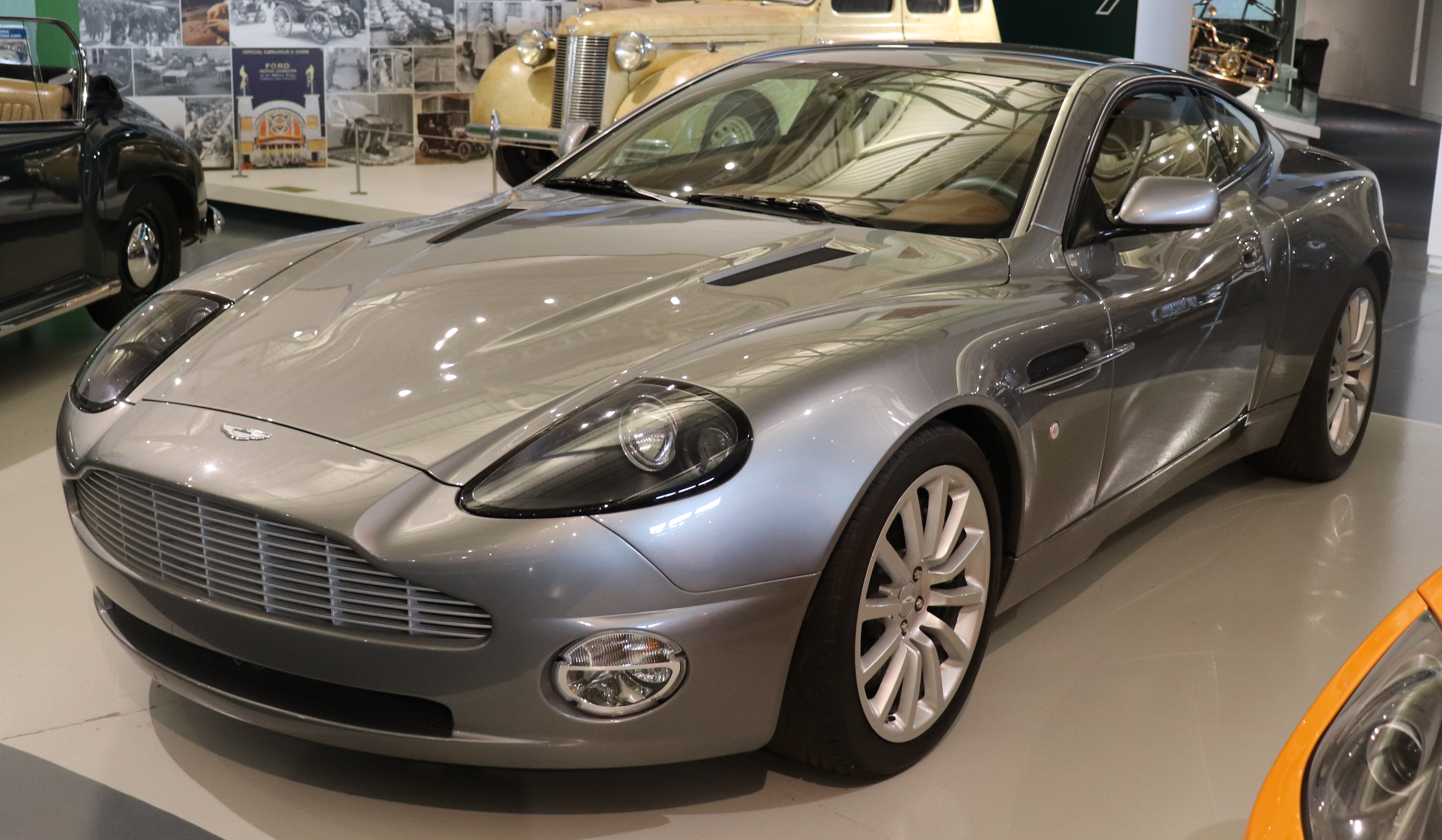
Aston Martin Vanquish
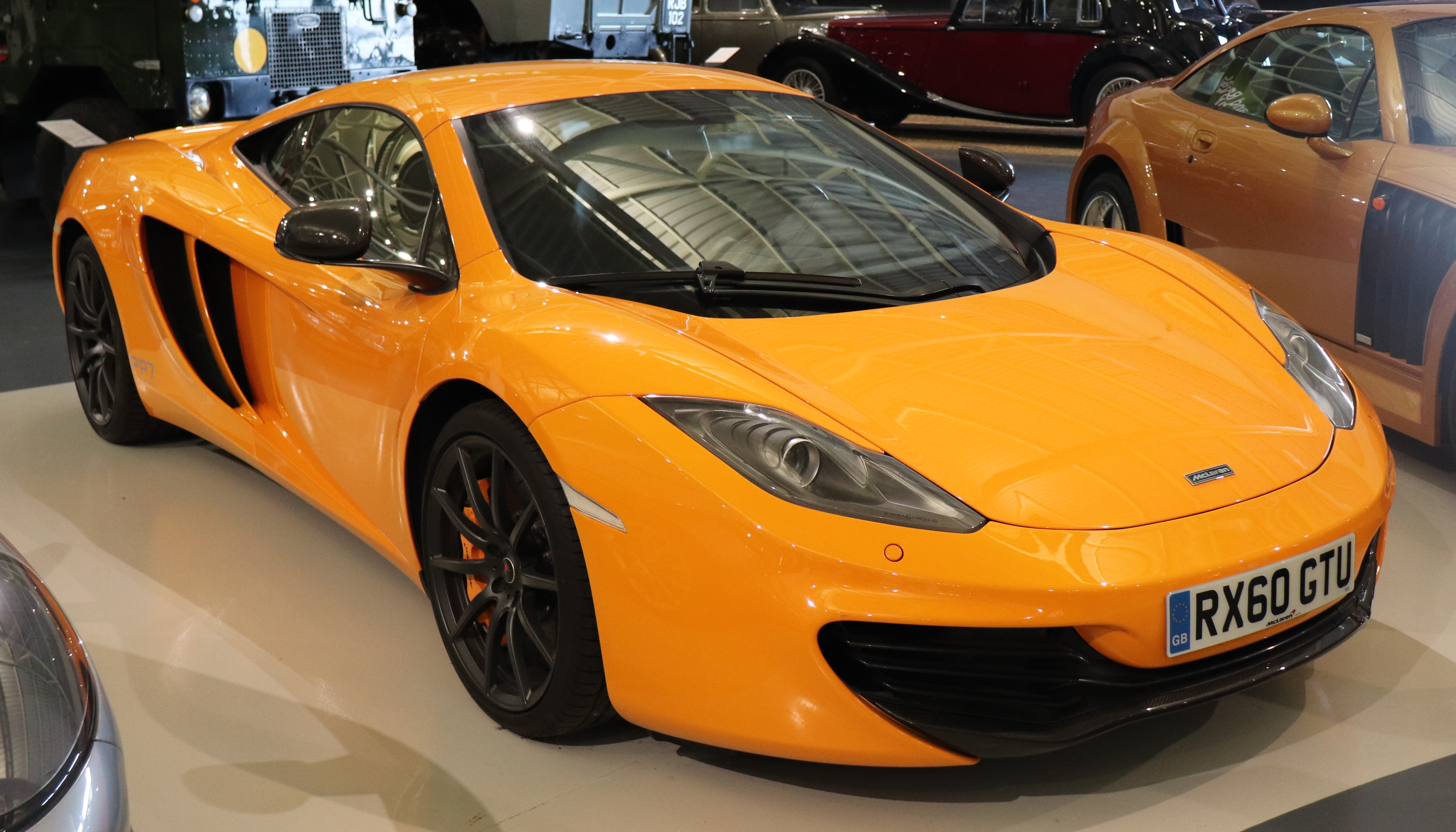
McLaren MP4-12C

Avec l’extension progressive des collections, le musée Heritage Motor Center s'installe en 1993 dans un bâtiment de style Art déco du site de 26 hectares de l'ancien aérodrome de la Royal Air Force de Gaydon, voisin du site industriel Jaguar Land Rover Gaydon Centre (en) et du siège d'Aston Martin, à 40 km du circuit de Silverstone. À la suite d'un important programme de rénovation de 2015, le musée est rouvert en 2016 sous le nom de British Motor Museum, avec la plus importante collection de voitures britanniques du monde, avec plus de 400 modèles exposés, dont Aston Martin, Bentley, Jaguar, Land Rover, Lotus, McLaren, MG, Mini, Morgan, Triumph et Rolls-Royce,...